# Крилата ракета
Крилата ракета (КР) е ракетно оръжие с еднократен пуск с наземного, въздушно и морско базиране, траекторията на полета на което се определя от аеродинамичната подемна сила на самолетно крило, тягата на двигател и силата на тежестта.
Понастоящем са безпилотно оръжие, обаче по-рано има и конструкции, управлявани от пилоти-смъртници. Устарялото название на конструираната по самолетната (класическа) схема крилата ракета е „самолет снаряд“ (терминът вече не се употребява, защото така се наричат вече планиращите авиобомби, което води до объркване). Нерядко терминът „кралата ракета“ погрешно се смята за еквивалент на по-специфичния англоезичен термин cruise missile, обаче последнията се отнася само за управляемите ракети, при които по-голямата част от полета към целта става на постоянна скорост. Те са проектирани да пренасят конвенционална или ядрена бойна глава на няколкостотин километра с голяма точност. Модерните крилати ракети са свръхзвукови или дозвукови самоуправляеми апарати и летят по небалистична траектория на свръхниска височина, следвайки релефа на терена, за да избегнат засичането от радар.

## Предимства и недостатъци
При сравнението с другите видове и типове ракети и самолети някои изтъкват следните:
Предимства:
- Възможност за задаване на произволен курс на полета, включително криволичеща траектория, което да затрудни противовъздушната и противоракетна отбрана на противника.
- Възможност за движение на пределно ниска височина по извивките на терена, затрудняващо засичането на ракетата.
- Съвременните крилати ракети са високоточни оръжия и поразяват право в целта.

Недостатъци:
- Относително ниски скорости на полета (от порядъка на скоростта на звука ~ 1150 км/ч), с ядрен ПВРД могат да достигат скорости от порядъка на 5 мах, т.е. хиперзвукови.
- Висока цена в сравнение с другите боеприпаси.
- Слаба успеваемост срещу зона наситена с ПВО.
- Относително малка мощност на бойната част, с изключение на снабдените с ядрена БЧ.

В сравнение със самолетите, основното преимущество на крилатите ракети е, че са безпилотни, което позволява както да се повиши безопасността на хората, така и да се намалят габаритите на ракетата. Поради това, че ракетите са за еднократна употреба, изискванията за издръжливост на двигателя и други части са силно занижени.

## История
В средновековния китайски трактат Хо лун цзин (на английски: Huolongjing) е описана неуправляема крилата ракета във формата на врана 神火飛鴉 (Шен хо фей я, дословно „огнен летящ дух-врана“).
На практика неуправляемите ракети (с барутен двигател) започват широко да се използват в Европа в началото на XIX век (виж Ракета на Конгрийв).
Идеята за създаването на безпилотна, автоматично управляема „летяща бомба“ се появява в първото десетилетие от живота на авиацията, още преди Първата световна война, тя, през 1910 г., е предложена от френския инженер Рене Лоран (на френски: René Lorin), който е по-известен като обладател на патента от 1913 г. за правопоточен въздушнореактивен двигател. Необходимите условия и технологии, за реализирането на тази идея, скоро стават реалност:
- През 1913 г. учителят по физика, германецът Вирт (Wirth), разработва комплекс за радиоуправление на безпилотен летателен апарат и го представя на арената на цирк, управлявайки неголям модел на аероплан.
- Във Франция, през лятото на 1914 г., на самолет на американската компания Curtiss за първи път е изпробван жироскопният автопилот на американеца Елмер Спери, позволяващ удържането на самолета по зададения курс без вмешателството на пилота.

Практическите разработки се водят едновременно в няколко страни. Първите практически стъпки са направени от американския изобретател Питър Хюит (на английски: Peter Cooper Hewitt), който привлича, през април 1915 г., към проекта за създане на „летяща бомба“ Елмер Спери и неговата компания Sperry Gyroscope Company. Първите успешни полетни изпитания на автоматичната система за управление на специално оборудван самолет са проведени на 12 септември 1916 г. В автоматичен режим самолетът набира зададената височина и прелетява известно разстояние, удовлетворително поддържайки курс по компаса, започва и снижение към целта, след което намиращият се на борда син на Спери – Лоуренс поема управлението.
Паралелно във Великобритания, по поръчка на военните, Арчибалд Лоу води работи над радиоуправляема „летяща бомба“ за поражение на дирижабли и наземни цели. Първият опит за полет е осъществен на 21 март 1917 г. и завършва с авария. Подобен проект се разработва от Хенри Фоланд (на английски: Henry Folland). Летателният апарат с дължина около 6 – 7 метра, маса около 230 кг и двигател с мощност 35 к.с. е произведен от Royal Aircraft Establishment Royal Aircraft Factory. В резултат на три неуспешни опита за полет, през юли 1917 г., проектът е закрит.
През 1920 г. в Англия стандартен самолет-изтребител „Бристъл“ F.2B е снабден с радиоуправление и лети успешно. За застраховка в кабината на самолета се намира и пилот. Обаче вече след година е изпробван управляем по радиото самолет без летец в него.
През 1924 г. в списанието „Техника и жизнь“ е публикувана работата на Ф. А. Цандер „Полети към другите планети“, в която се предлага да се използват крила на ракетни летателни апарати.
През 1927 г. е създадено авиационното торпедо (според тогавашната терминология) „Laryng“ – неголям летателен апарат с бутален звездообразен мотор и система за жироскопно управление, снабден с бойна глава с маса 113 кг. След продължителни изпитания на конструкцията от кораби и в пустините на Ирак производството му е оценено като нецелесъобразно.
През 1931 г. англичаните създават радиоуправляемата въздушна мишена „Queen“. Всичко са построени три опитни образеца, на основата на успешните им изпитания, през 1935 г., е произведена серия радиоуправляеми мишени с обозначението DH.82B „Queen Bee“ (пчела майка) в количество 420 екземпляра (както се смята, именно оттогава за безпилотниците се използва жаргонното название Drone (търтей)). Безпилотниците „Queen Bee“ се използват през началния етап на Втората световна война като разузнавачи. Характеристики: максимална скорост – 175 км/час, практически таван на полета – 4267 м, продължителност на полета – до три часа.
В СССР работите над телемеханичните самолети се провеждат започвайки от 1920-те години и до 1942 г. В качеството на самолет-снаряд е избран бомбардировач ТБ-1, за когото е разработена телемеханичната система „Дедал“. Впоследствие тези работи водят до разработката на различни автопилоти. Програмата разглежда различни варианти за самолети-снаряди: СБ, И-16, УТ-2. През 1940 г. се води разработката на радиоуправляемия самолет ТБ-3РН в два варианта: в първия бомбардировачът носи взривни вещества и се управлява от оператор, който се намира на съпровождащ самолет, във втория вариант се водят работи за дистанционно управляем бомбардировач, който след изпълнение на задачата за бомбардировка трябва да се върне в базата и да кацне. Единствената бойна употреба на самолет-снаряд ТБ-3 е през 1942 г., когато носещият четири тона тротил самолет трябва да порази железопътния възе във Вязма. Обаче при полета към целта, поради технически проблеми с предавателя на съпровождащия самолет ДБ-3Ф, самолетът-снаряд пада, не достигайки целта.
Също така в СССР, в края на 1930-те години се разработва компонентен самолет-снаряд. В качеството на носител на заряда се използва радиоуправляем ТБ-3 с 3,5 тона взрив, на гърба на който се крепи самолет за управление КР-6. Радиусът на действие на групата достига до 1200 км.
В СССР, през 1932 г., в Групата за изучаване на реактивното движение е организирана бригада крилати ракети с течногоривен ракетен двигател. На 29 януари 1939 г. се състои първият изпитателен полет на съветската крилата ракета „212“, разработена под ръководството на Сергей Корольов.
През 1941 г. в САЩ, във фирмата „Дженерал Моторс“, се разработва самолетът-снаряд под шифъра А-1, представляващ радиоуправляем моноплан, стартиращ от количка. Бойният товар на ЛА са бомби тегло до 225 кг. Построени са голям брой опитни образци, но програмата е отменена през 1943 г. През 1942 г. започват изследванията по проекта „Option“, в резултат на които е построена серията апарати TDN-1, които се използват за обучение и изпитания. След това е построена партия самолети-снаряди TDR-1 в количество 189 броя. Бойната употреба от американския флот против японците на атакуващите дронове TDR-1 се състои в района на Соломоновите острови през 1944 г. От сумарно изстреляните 46 29 достигат целите си, което е оценено от командващия флота адмирал Честър Нимиц като отрицателно.
В Германия програма по разработване на самолети-снаряди с различно предназначение започва през 1941 г. и достига своя пик на развитие към края на войната. През 1942 г. е започнато практическото изучаване на аеродинамичната свръзка на планера DFS-230 и самолетите за управление от типа Kl-35, Fw-56 и Bf-109. В резултат на това е решено да се използва свръзката самолет-снаряд J-88A и Bf-109F (програма „Бетовен“). През 1943 г. е дадено задание за построяването на опитна партия от 15 екземпляра на система, която условно е наречена „Мистел-1“ (впряг с тор). През пролетта на 1944 г., в състава на 4-та група на бомбардировъчната ескадрила KG101 е формирана учебна група. През нощта на 24 юни 1944 г. ескадрилата за първи път атакува група кораби на съюзниците в устието на река Сена. Спред резултатите на удара започва разработката на системите „Мистел-2“ и „Мистел-3“. През октомври на същата година група, на въоръжение в която състоят 60 „Мистела“, е предадена в състава на експерименталната KG200. През пролетта на 1945 г. с „Мистели“ частично е превъоръжена KG30, за резултатите от тяхната работа няма достоверни данни. Също така се строят серийно и „Мистел-4“, представляващи свръзка от J-88G-7 и изтребителя Ta-152H. До края на войната са произведени 250 броя, до 50 са пленени от съюзниците. Проектът „Мистел-5“ представлява свръзка от самолета-снаряд Ta-154А (отдолу) и самолет за управление Fw190A-8 (отгоре). В хода на работите достигат до преоборудването на първата партида в четири свръзки, а след това преоборудването е отменено. Също така немците разработват други проекти от съставни самолети, в т.ч. и с реактивни двигатели. В частност, 5-та ескадрила на KG200 се занимава с въпросите по използването на буксируем самолет-снаряд на базата на реактивния Ме-328В.
В нощта на 4 по 5 юни 1944 г. безпилотният радиоуправляем самолет-снаряд S.M.79 на ВВС на Италианската Социална Република провежда своя първи и единствен боен полет по посока Гибралтар, с цел да атакува намиращите се там английски кораби. След като пилотът скача с парашут, управлението се води от самолет за съпровождение Cant Z.1007-II. Поради дефект в управлението самолетът-снаряд не достига целта и пада.
През юли 1944 г. Въздушните сили на САЩ приемат програмата „Афродита“. Смисълът на програмата е преоборудването на изработилите своя ресурс бомбардировачи B-17 в самолети-снаряди, управляеми по радио от съпровождащ самолет. Точно както и съветските ТБ-3РН, самолетът излита с екипаж от пилот и бординженер, които го водят към целта ръчно, а след това се активира телеуправлението, с бойната част (9070 кг ВВ „Торпекс“) и напуска самолета с парашути (кабината на самолета отгоре е отрязана). Самолетът-снаряд продължава полета към целта, управляем по радио, а екипажът се прибира от отряд за евакуация. Преправените B-17, които получават индекса BQ-7, и самолетите за съпровождение B-17, с индекс CQ-4, постъпват в 562-та бомбардировъчна ескадрила. Самолетите-снаряди няколко пъти се използват в бойни операции (през август и октомври 1944 г.) против немските позиции с ракети Фау-1. Операциите по използването на самолети-снаряди срещу силно защитени цели са признати за слаборезултатни, за това е решено да се използват срещу големи промишлени цели. BQ-7 още няколко пъти се използват за нападения без особен успех. Програмата е оценена като неудачна, а самолетите-снаряди BQ-7 като по-опасни за своите екипажи, отколкото за противника. Въпреки всичко това последващото развитие на програмата става преправянето на бомбардировачи B-24 в самолетите снаряди BQ-8. Принципът за използване не се променя. ВМС на САЩ започват собствена програма за преправянето на RB4Y-1 (патрулната версия на B-24). Обаче поради ниската точност, надеждност и високата сложност на употребата им програмата е закрита.
Първата в света класическа крилата ракета, която се произвежда серийно и се използва в реални бойни действия, става „Фау-1“ (Fi-103), разработена в Германия. Тя е изпитана за първи път на 21 декември 1942 г. За първи път в бойни условия се използва в края на Втората световна война против Великобритания. Обаче поради слабата точност на системата за насочване на ракетата в състава на експерименталната част KG200 е сформирана 5 ескадрила, в която напълно сериозно, в т.ч., се отработва и възможността за управление на ракетата Fi-103 от пилот, който във финалния участък от траекторията трябва, теоретично, да напусне апарата с парашут. Япония, в опит да добие същото ниво на напредък на тактически оръжия срещу съюзническите войски, прибягва до специално построени самолети камикадзе Ohka, които са друг предшественик на днешните високоточни оръжия.
През септември 1944 г. в московското КБ на СССР са доставени обломките на V-1, а по-късно образци на ракетата и чертежи, получени от Пенемюнде. Съветските власти вземат решение да създадат свои „самолети-снаряди“. Разработката на проекта е доверена на Владимир Челомей. След 9 години, паралелно с Челомей, подобна разработка започва и А. И. Микоян.
През 1947 г. в СССР започват работите над крилатата ракета „Комета“. Ракетата се проектира в специалното КБ-1 (Конструкторско Бюро-1), планерът на ракетата се създава в ОКБ-155 на базата на изтребителя МиГ-15. Ракетата се доставя във войската на протежение много години и се произвежда във варианти с въздушен старт (КС-1), и наземен старт (С-2 „Сопка“, „Стрела“, ФКР-1). За отработката на системите на ракетата и обучение на личния състав на базата на самолета МиГ-17 е конструиран пилотируем „самолет дубльор на „Кометата““ (СДК), произвеждан серийно.
През 1950-те години се предполага развитието на крилатите ракети като стратегически междуконтинентални средства за доставка на ядрени заряди. В КБ Лавочкин извършва разработката на двустепенната крилата ракета „Буря“, работите са спрени по финансови съображения и във връзка с успехите в разработката на балистични ракети. Единственият, който състои на въоръжение, комплекс крилати ракети от междуконтинентален клас, е разработеният в САЩ SM-62 Snark, който за кратко (през 1961 г.) се намира на бойно дежурство.
В края на 50-те години започват да се разработват крилати ракети с мощни течногоривни ракетни двигатели, което позволява да се достигне значителен ръст в характеристиките на ракетите.

### САЩ
Първите крилати ракети на САЩ са базирани на германската Фау-1. SSM-N-8 Regulus е направена да бъде изстрелвана от подводница. MGM-1 Матадор е ракета от тип земя – земя, с възможност да носи ядрена бойна глава. През 1954 такива ракети са дислоцирани в Западна Германия, след това в Тайван и Южна Корея. На 7 ноември 1956 ракетите Матадор на САЩ в Западна Германия, които могат да поразяват цели в страните от Варшавския пакт, биват предислоцирани от установаните им места в различни разпръснати тайни места из страната. Това е извършено в отговор на съветската атака над Унгария, която брутално смазва унгарската революция от 1956.
От 1957 до 1961 САЩ разработват амбициозния и солидно финансиран Проект Плутон. Той има за цел създаването на крилата ракета, която лети под обхвата на радарите със скорост Max 3 и носи няколко водородни бомби, които пуска по пътя си във вражеската територия. Въпреки че 500 мегаватовият двигател на ракетата е създаден и тестовете му през 1961 минават успешно, няма завършена такава боеготова ракета. В крайна сметка проектът е прекратен в полза на разработката на междуконтиненталните балистични ракети.

### СССР
Въпреки че балистичните ракети са предпочитаното оръжие срещу наземни цели, Съветският съюз залага на крилати ракети с конвенционален и ядрен заряд за поразяването на авионосни съединения. Големи подводници (според класификацията на НАТО тип „Ехо“ и „Оскар“) биват въоръжени с такива ракети и започват да следят американските морски бойни формации. Големите бомбардировачи Ту-22М, Ту-95 и Ту-160 също могат да изстрелват такива крилати ракети.

## Дизайн
Бойната глава: Повечето крилати ракети пренасят към 500 кг експлозивни вещества или ядрено бойна глава, тъй като са проектирани да бъдат използвани за поразяване на вражески бункери и кораби.
Аеродинамиката на крилатите ракети не се отличава съществено от тази на самолетите.
Двигателят в повечето случаи е въздушнореактивен или правопоточен въздушнореактивен.
Навигационната система в най-простия си вариант включва радарен висотомер, барометричен висотомер и часовник, за да управлява по предварително зададен курс. Съвременните варианти включват сателитна навигация и инерционна навигационна система, но те са значително по-скъпи. GPS навигацията е малко по-точна от навигацията по карта. Противокорабните крилати ракети (например американските RGM-84 Harpoon и SS-N-12 Sandbox) притежават дори инфрачервени сензори и радар за насочване.

## Класификация
Крилатите ракети, някои, се делят:
- според типа заряд:
  - с ядрена бойна част
  - с обикновена бойна част
- според решаваните задачи (предназначение):
  - стратегически
  - оперативно-тактически (най-често противокорабни)
  - тактически
- според типа на базиране (старт):
  - с наземен
  - с въздушен
  - с морски
    - подводен (виж крилати ракети на подводниците)
    - надводен.

Понастоящем крилати ракети с морско базиране носят корабите, ракетните катери и подводните лодки (виж противокорабна ракета).

## Видове ракети
Крилатите ракети могат да бъдат категоризирани по много критерии като големина, скорост и обхват на действие. Някои ракети биват приспособени за изстрелване от различни платформи (наземни, морски, от самолети). Понякога ракетите, изстрелвани от самолети и подводници, са по-малки и по-леки от същите ракети, предназначени за изстрелване от кораби и наземни установки.

### Големи далекобойни дозвукови крилати ракети
Разработени от САЩ и СССР, такива ракети могат да изминат 1000 и повече километра със скорост около 800 км/ч. Типичният представител на тази категория тежи 1500 кг и носи конвенционална или ядрена бойна глава. Ранните варианти на тези ракети са с инерционна навигационна система, а съвременните – с навигационна система по карта, което значително подобрява точността на попадение. Най-модерните модели биват навигирани от високоточни военни навигационни сателити.
Примери:
- AGM-86 B (САЩ)
- BGM-109 Tomahawk (САЩ)
- Kh-55 (СССР)

### Големи дозвукови крилати ракети със среден радиус на действие
Ракетите от тази категория са със същите размери и тегло като предходните. Скоростта на полет също е еднаква, но могат да изминават разстояния до 1000 км.
Примери:
- Storm Shadow (Великобритания/Франция)
- Taurus (Германия/Швеция)
- Babur (Пакистан)

### Свръхзвукови крилати ракети
Ракетите от тази категория летят със скорост по-висока от скоростта на звука и обикновено са с постояннотоков въздушнореактивен двигател. Обхватът е към 100 – 500 км, но има и по-далекобойни.
Примери:
- SLAM и SM-64 Navaho са проекти на САЩ от ранната фаза на Студената война за стратегически далекобойни крилати ракети. Няма приети на въоръжение.
- AGM-28 Hound Dog (САЩ)
- П-500 „Базалт“ (СССР/Русия)
- П-270 „Москит“ (СССР/Русия)
- П-800 „Оникс“ (СССР)
- П-700 „Гранит“ (СССР/Русия)
- PJ-10 BrahMos (Индия/Русия)

### Малки крилати ракети
С тегло около 500 кг и далекобойност 70 – 300 км, тези ракети летят с дозвукова скорост и обикновено имат сравнително проста навигационна система. Не всички от тези ракети летят близо до повърхността на терена.
Примери:
- AGM-84 Harpoon (САЩ)
- C-802 (Китай)
- Exocet (Франция)
- SS-N-25 Switchblade (Kh-35 Уран) (Русия)

## Съществуващи системи

### СССР и Русия
- 10ХН – опитна крилата ракета с въздушен старт и пулсиращ въздушно-реактивен двигател.
- 16Х – опитна крилата ракета с въздушен старт и пулсиращ въздушно-реактивен двигател.
- КС-1 – първата серийна дозвукова противокорабна крилата ракета с въздушен старт и средна далечина.
- КСР-2 – свръхзвукова противокорабна крилата ракета с въздушен старт, голяма далечина, с фугасно-проникваща или ядрена БЧ.
- КСР-5 – свръхзвукова противокорабна крилата ракета с въздушен старт, голяма далечина, с фугасно-проникваща или ядрена БЧ.
- КСР-11 – свръхзвукова противорадиолокационна крилата ракета с въздушен старт, голяма далечина, с фугасна или фугасно-осколъчна БЧ.
- К-10С – свръхзвукова противокорабна крилата ракета с въздушен старт, голяма далечина, с фугасно-проникваща или ядрена БЧ.
- Х-20 – свръхзвукова противокорабна крилата ракета с въздушен старт, голяма далечина, с термоядрена БЧ.
- Х-22 – свръхзвукова противокорабна крилата ракета с въздушен старт, голяма далечина, с фугасно-проникваща или ядрена БЧ.
- X-55/555 – стратегическа дозвукова крилата ракета с въздушно, морско и наземно базиране.
- Х-101 – стратегическа дозвукова крилата ракета с въздушен старт, голяма далечина. Х-102 – специална, с ядрен заряд.
- П-5
- П-6
- П-15 „Термит“
- П-270 „Москит“
- П-70 „Аметист“
- П-120 „Малахит“
- П-500 „Базалт“
- П-700 „Гранит“ – крилата противокорабна ракета с далечно действие.
- П-800 Оникс (Яхонт) – съветска/руска универсална свръхзвукова противокорабна ракета със среден радиус на действие.
- П-1000 „Вулкан“
- Х-35 „Уран“ – съветска/руска малогабаритна тактическа дозвукова нисколетяща противокорабна ракета
- C-10 „Гранат“ – приета на въоръжение през 1984 г., както и „Калибър“, може да се изстрелва от торпеден апарат.
- 3М-14/3М-54 „Калибър“ – руска дозвукова крилата ракета с голяма далечина, с наземен и морски пуск.
- 3М22 „Циркон“ – руска перспективна противокорабна хиперзвукова крилата ракета.

### Крилати ракети производство на САЩ
- MGM-1 Matador – тактическа крилата ракета.
- SM-62 Snark – междуконтинентална крилата ракета (алтернативни обозначения: MX775A, SSM-A-3.
- AGM-28 Hound Dog – стратегическа крилата ракета с въздушно базиране.
- AGM-86B – крилата ракета с въздушно базиране.
- BGM-109 „Томахоук“ – стратегическа/тактическа крилата ракета с морско и наземно базиране.
- Харпун (противокорабна ракета) – противокорабна ракета с морско и въздушно базиране.
- AGM-129 ACM – стратегическа крилата ракета с въздушно базиране.
- AGM-158 JASSM – тактическа крилата ракета с въздушно базиране.
- Fasthawk – свръхзвукова крилата ракета с универсално базиране.
- X-51 – перспективна хиперзвукова крилата ракета.

### Другите държави
- Exocet (Франция)
- Аист (Беларус)
- Storm Shadow (Великобритания/Франция)
- KEPD-150/350 TAURUS (Германия/Швеция)
- HOPE/HOSBO (Германия, перспективна)
- YJ-62 (Китай)
- YJ-82 (Китай)
- YJ-83 (Китай)
- Хатф-VII Бабур (Пакистан) – предназначена за използване от подводници, надводни кораби и мобилни наземни установки. Скорост – 880 км/ч, далечина на полета – 700 км, БЧ – ядрена/обикновена.[6]
- Gabriel Mk1 (Израел)
- Сюнфен 2Е (Тайван)
- AM-1 Tábano (Аржентина)
- Мескат (Иран), на основата на Х-55, далечина 2000 км.[7]
- Нептун (Украйна)
- SOM (Турция)

## Крилата ракета „направи-си-сам“
Проектът на Брус Симпсън от Нова Зеландия за проектиране и изпитание на саморъчно направена крилата ракета е финансиран от частни инвеститори. Той си поставя за цел да сведе цената на една ракета под 5000 щатски долара, което е значително по-малко от цената на една военна крилата ракета Томахоук – към 1,9 милиона долара.
Симпсън има голям опит в направата на радиоуправляеми модели на самолети, който използва при дизайна и строежа на ракетата. Той използва готови части: купува от магазина GPS система, която свързва към програмируем логически контролер (PLC) и въвежда свои програми в него за управление и контрол. Двигателят на ракетата също е собствена разработка.
Полезният товар е предвиден да бъде около 10 – 15 килограма, което е недостатъчно да нанесе сериозни поражения, ако ракетата бъде въоръжена с експлозиви, но достатъчно, ако съдържа биологическо или химическо оръжие.
В края на 2003 Симпсън се сблъсква с данъчни проблеми и прекратява проекта си. Впоследствие той твърди, че тези проблеми са нарочно предизвикани от правителството, в опит да го накарат да спре проекта.

## Коментари
1. ↑  Буквите показват принадлежността към определен класː ВВ – линкор, СС, CL, СА – съответно линеен, лек или тежък крайцер, CV – самолетоносач, DD – разрушител, SS – подводница и т.н.
2. ↑  Впрочем всички съвременни КР на Русия и другите държави са управляеми. Guided missile, the major portion of whose flight path to its target is conducted at approximately constant velocity; depends on the dynamic reaction of air for lift and upon propulsion forces to balance drag. Dictionary of Military and Associated Terms. US Department of Defense 2005. Архив на оригинала от 2008-07-26 в Wayback Machine.